# Out of the Unknown
Pour les articles homonymes, voir Out of the Unknown (homonymie).
Out of the Unknown est un recueil, composé en 1948, de nouvelles de science-fiction écrites par A. E. van Vogt et Edna Mayne Hull, et n'est pas traduit en français dans son intégralité.

## Contenu
- The Sea Thing, 1940, A. E. van Vogt. Traduit en français sous le titre La Créature de la mer, cette nouvelle est présente dans le recueil Les Monstres.
- The Witch, 1943, A. E. van Vogt. Traduit en français sous le titre La Sorcière.
- The Ghost, 1942, A. E. van Vogt. Traduit en français sous le titre Le Fantôme, cette nouvelle est présente dans le recueil Futur parfait.
- The Wishes We Make, 1943, Edna Mayne Hull.
- The Ultimate Wish, 1943, Edna Mayne Hull.
- The Patient, 1943, Edna Mayne Hull.